# Літятин
Літя́тин — село в Україні, у Саранчуківській сільській громаді Тернопільського району Тернопільської області.
Поштове відділення — Літятинське. До 2020 року центр однойменної сільської ради. До Літятина приєднано хутори Кривуля, Лісничівка та Обозисько. 
Населення — 775 осіб (2001). Дворів — 219.

## Географія
Поблизу села є озеро Кривуля. Селом тече річка Літятинський потік.
Через село пролягають автошляхи М12 та Т 2004. Між селами Літятин та Криве проходить залізниця, на якій розташований пасажирський залізничний зупинний пункт Літятин.
У селі є вулиці: Зелена, Нижня, Нова, Обозиська, Садова та Центральна.

### Клімат
Для села характерний помірно континентальний клімат. Літятин розташований у «холодному Поділлі» — найхолоднішому регіоні Тернопільської області.
| Клімат Літятина           | Клімат Літятина | Клімат Літятина | Клімат Літятина | Клімат Літятина | Клімат Літятина | Клімат Літятина | Клімат Літятина | Клімат Літятина | Клімат Літятина | Клімат Літятина | Клімат Літятина | Клімат Літятина | Клімат Літятина |
| Показник                  | Січ.            | Лют.            | Бер.            | Квіт.           | Трав.           | Черв.           | Лип.            | Серп.           | Вер.            | Жовт.           | Лист.           | Груд.           | Рік             |
| Середній максимум, °C     | −1,7            | −0,4            | 4,4             | 12,5            | 18,4            | 21,6            | 22,9            | 22,3            | 18,1            | 12,3            | 5,2             | 0,4             | 11              |
| Середня температура, °C   | −4,7            | −3,4            | 0,8             | 7,6             | 13,1            | 16,4            | 17,6            | 16,9            | 13,1            | 7,8             | 2,3             | −2,2            | 7               |
| Середній мінімум, °C      | −7,7            | −6,3            | −2,8            | 2,8             | 7,8             | 11,2            | 12,4            | 11,6            | 8,1             | 3,4             | −0,5            | −4,7            | 2               |
| Норма опадів, мм          | 33              | 32              | 34              | 52              | 80              | 94              | 99              | 73              | 57              | 39              | 37              | 41              | 671             |
| ------------------------- | --------------- | --------------- | --------------- | --------------- | --------------- | --------------- | --------------- | --------------- | --------------- | --------------- | --------------- | --------------- | --------------- |
| Джерело: climate-data.org |                 |                 |                 |                 |                 |                 |                 |                 |                 |                 |                 |                 |                 |

## Історія
Село згадується 15 січня 1443 року в книгах галицького суду.
Перша писемна згадка — 1473 року. Назва села походить від словосполучення «літній тин», назви козацької фортеці. Під час Австро-Угорської імперії село мало статус містечка.
У селі діяли «Просвіта», «Сільський господар» та інші українські товариства.
1943 року в місцевому лісі нацисти розстріляли понад 100 євреїв із Бережанського гето.
12 червня 2020 року, відповідно до Розпорядження Кабінету Міністрів України від  № 724-р «Про визначення адміністративних центрів та затвердження територій територіальних громад Тернопільської області», село увійшло до складу Саранчуківської сільської громади.
19 липня 2020 року, в результаті адміністративно-територіальної реформи та ліквідації Бережанського району, село увійшло до складу новоутвореного Тернопільського району.

## Політика

### Парламентські вибори, 2019
На позачергових парламентських виборах 2019 року у селі функціонувала окрема виборча дільниця № 610029, розташована у приміщенні народного дому.
Результати
- зареєстровано 507 виборців, явка 58,58%, найбільше голосів віддано за «Слугу народу» — 32,99%, за Радикальну партію Олега Ляшка — 15,65%, за Всеукраїнське об'єднання «Батьківщина» — 12,24%[5]. В одномандатному окрузі найбільше голосів отримав Іван Чайківський (самовисування) — 52,38%, за Тараса Юрика (Європейська Солідарність) — 19,05%, за Володимира Кісілевича (Слуга народу) — 13,95%[6].

## Населення

### Мова
Розподіл населення за рідною мовою за даними перепису 2001 року:
| Мова       | Кількість | Відсоток |
| ---------- | --------- | -------- |
| українська | 774       | 99.87%   |
| російська  | 1         | 0.13%    |
| Усього     | 775       | 100%     |

## Пам'ятки
- Костел (1888);
- Церква святого Димитрія (1906, мурована);
- 2 каплички;
- 2 «фігури» Матері Божої.

Відновлено три хрести, насипано могилу на місці загибелі вояка УПА В. Шачка.

## Соціальна сфера
- Загальноосвітня школа І—ІІ ступенів;
- клуб;
- бібліотека;
- амбулаторія загальної практики сімейної медицини;
- ПАП «Промінь».

## Галерея

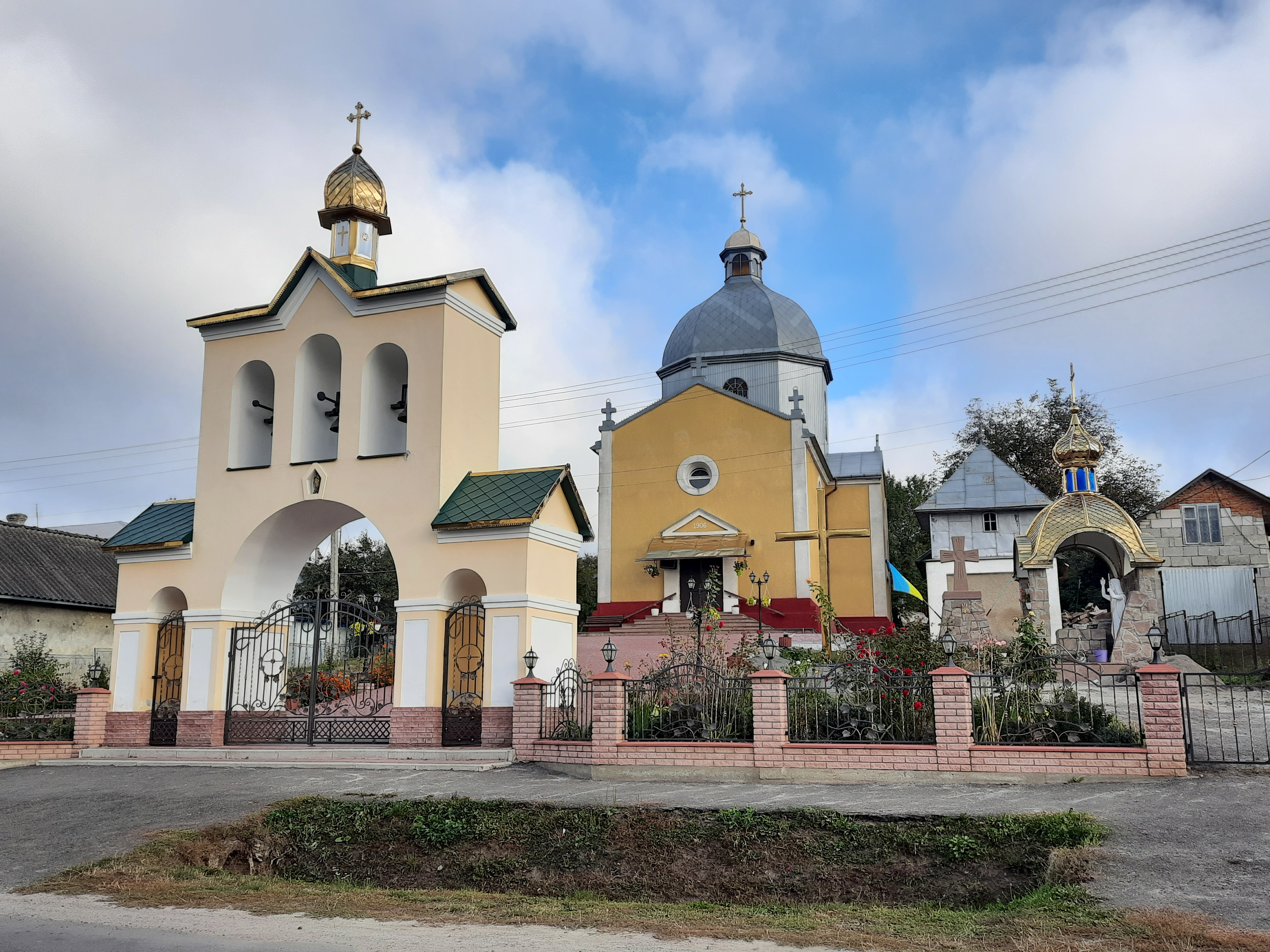
Церква Святого Димитрія
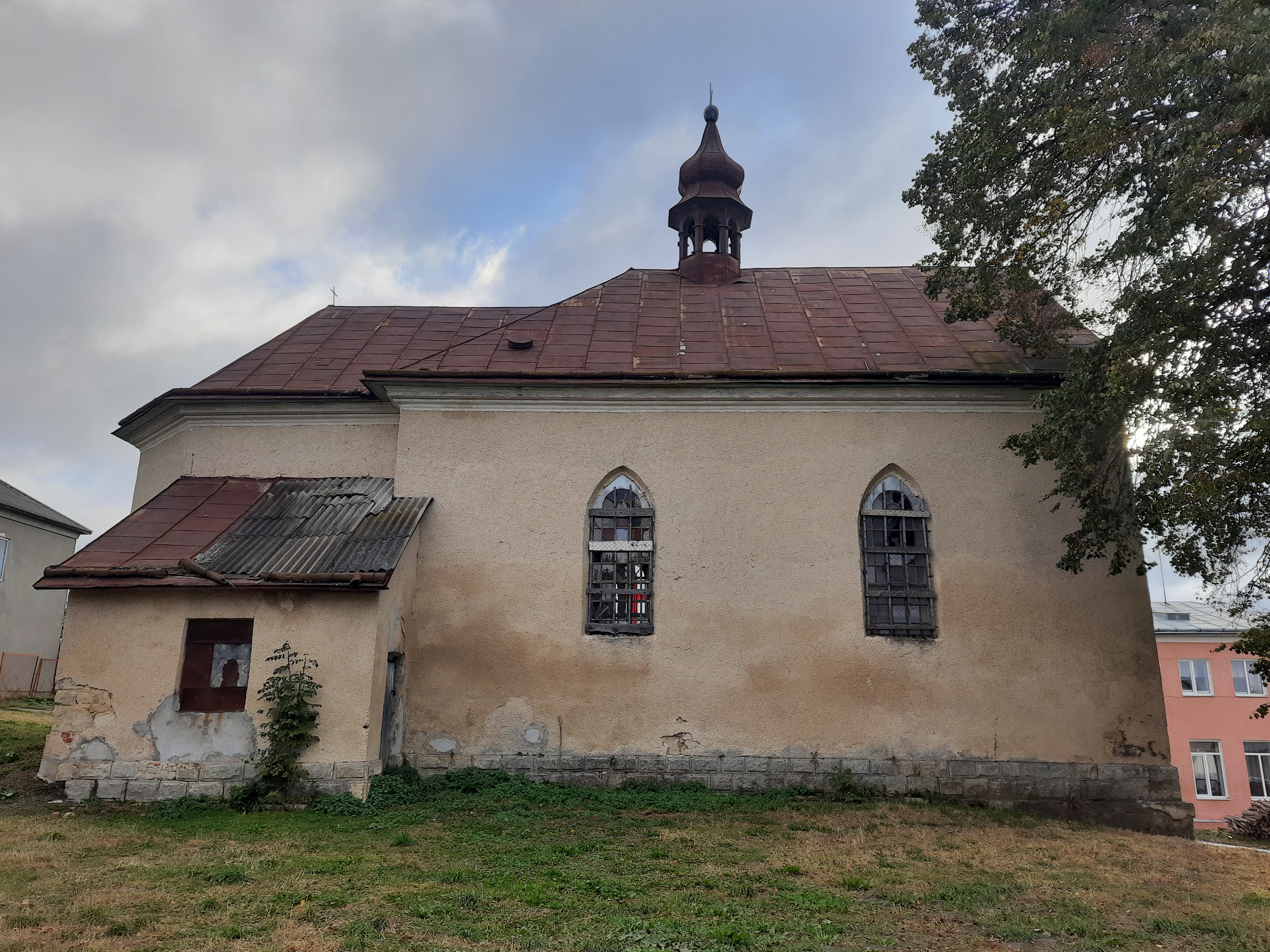
Костел
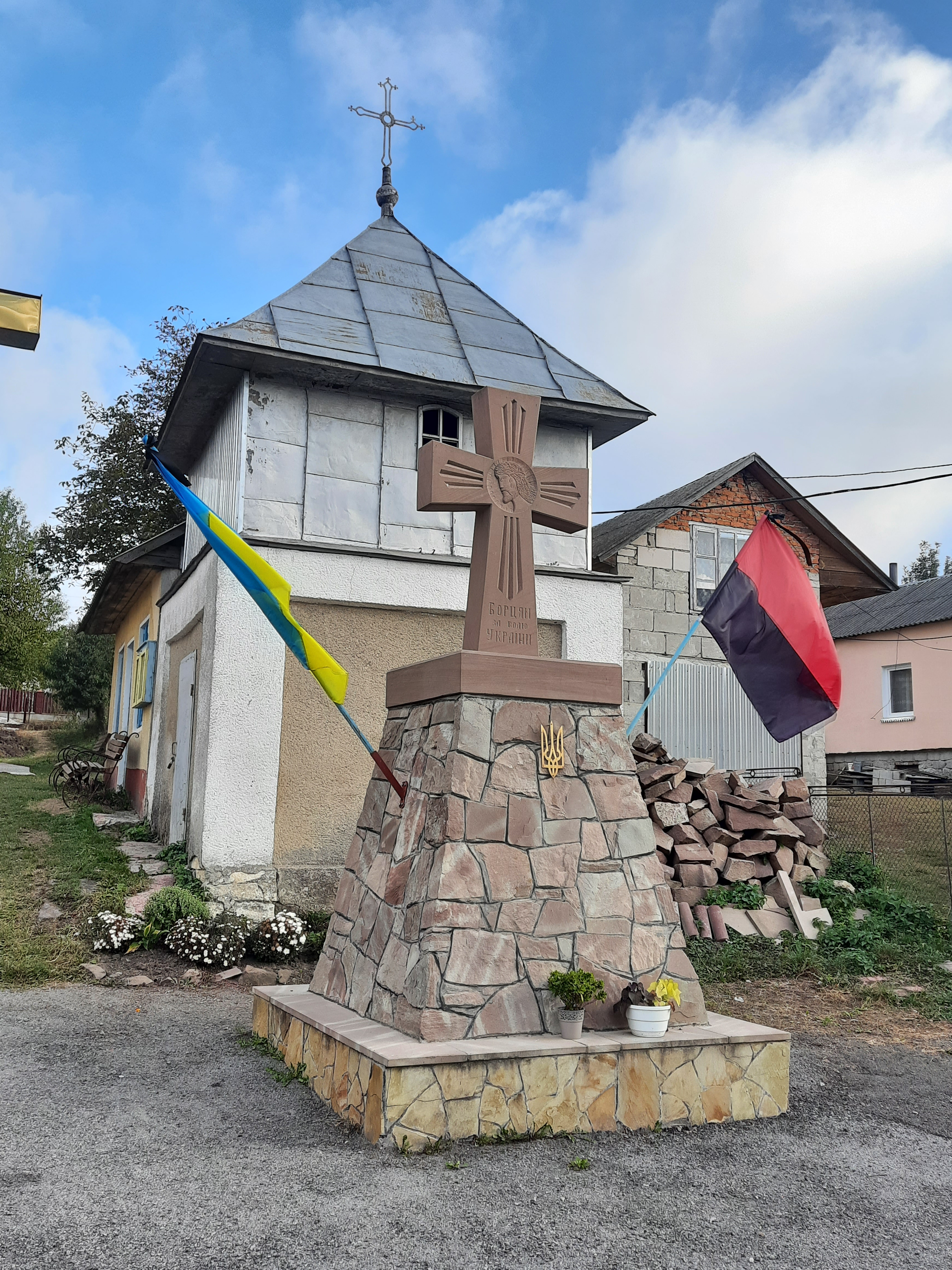
Пам'ятний знак Борцям за волю України.
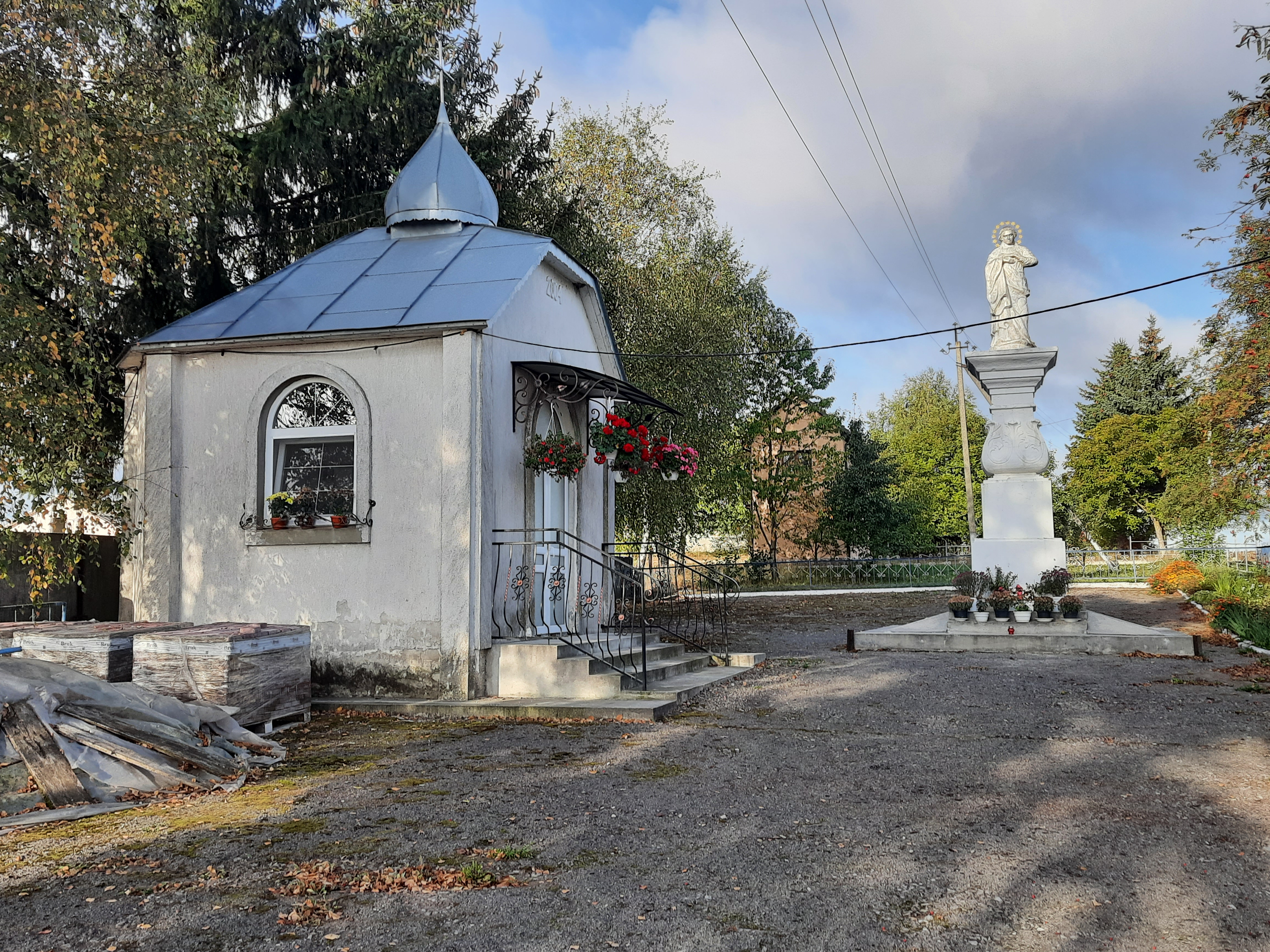
Каплиця на околиці села